# Канцелярские товары

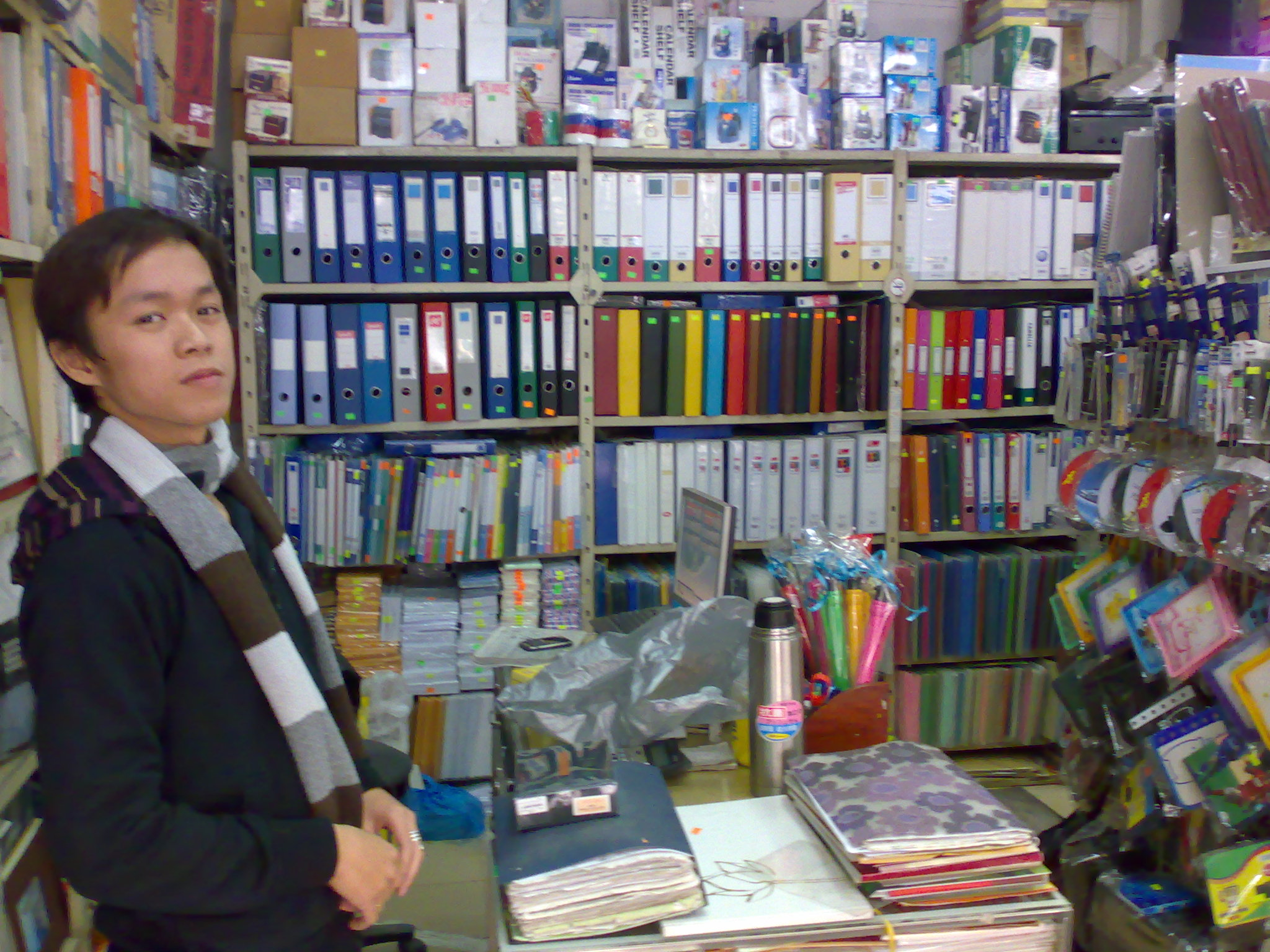
Магазин канцелярских товаров

Канцеля́рские това́ры, или канцтова́ры — это изделия и принадлежности, используемые для переписки и оформления бумажной документации, учебы, творчества.
Канцелярские товары составляют отдельную статью в расходах любого предприятия, организации и так далее.

## Список принадлежностей

### Письменные принадлежности
К письменным принадлежностям относятся:
- Карандаш
  - Простой карандаш
  - Цветной карандаш
- Ручка
  - Шариковая ручка
  - Гелевая ручка
  - Капиллярная ручка
  - Перьевая ручка
  - Ручка-роллер
  - Рапидограф
- Чернила
- Маркер
  - Текстовыделитель

### Материалы для письма
- Бумага
  - Тетрадь
  - Картон
  - Блокнот
  - Бумага для заметок
  - Дневник
  - Ежедневник

  - Миллиметровая бумага
  - Калька
  - Копировальная бумага
  - Альбом для рисования
  - Пергамент
    - Велень
- Школьная доска
  - Флипчарт
  - Маркерная доска
  - Грифельная доска

### Принадлежности для черчения
- Линейка
- Транспортир
- Угольник
- Рейсфедер
- Рейсшина
- Циркуль
- Готовальня
- Ластик

### Принадлежности для скрепления
- Степлер и скобы
  - Антистеплер
- Скрепка
- Биндер
- Скоросшиватель
- Файл
- Нить для прошивки документов

### Принадлежности для хранения
- Органайзер
- Конверт
- Папка
- Резинка
- Пенал

### Принадлежности для чтения
- Подставка для книг
- Закладка
  - Книжная закладка
  - Закладка-стикер
- Обложка для книг

### Острые принадлежности
- Канцелярский ножик
- Точилка для карандашей
- Ножницы
- Канцелярская кнопка
- Дырокол

### Клейкие принадлежности
- Клейкая лента
  - Скотч
  - Изолента
  - Упаковочная лента
- Канцелярский клей
  - Клей-карандаш
  - Клей ПВА
- Стикер
- Этикетка

### Творческие принадлежности
- Глина
- Пластилин
- Краски
- Кисть
- Мел
- Пастель
- Клячка

### Другое
- Календарь
- Открытка
- Штамп
- Калькулятор
- Корректор
- Планшет для бумаги
- Лоток для бумаг
- Корзина для бумаги
- Резак для бумаги
- Чернильный картридж
- Скрепочница
- Визитка
- Сувениры
- Диван офисный
- Оргтехника
  - Принтер
  - Сканер
  - Копир
  - Салфетка для оргтехники
- Оптический диск

## История канцелярских товаров
С XIX века канцелярские товары (особенно принадлежности для письма) стали важной частью этикета; их использование в некоторых случаях, например, отправка напечатанного приглашения на свадьбу, стало очень распространённым, тогда как раньше это считалось оскорблением. Многие из подобных норм поведения могли быть придуманы самими производителями канцелярских товаров — так, книга «Crane’s Blue Book of Stationery» явно связана с компанией Crane & Co..